# Psychologue de l'Éducation nationale
En France, les psychologues de l'Éducation nationale (Psy-EN) constituent un corps de fonctionnaires de catégorie A, chargés principalement d'aider les élèves sur le plan psychologique et dans leur orientation scolaire et professionnelle. Ils font partie, au sein de l'Éducation nationale, de l'ensemble appelé personnels enseignants, d'éducation et d'orientation. 

## Histoire
Le corps créé en 2017 regroupe des personnels d'orientation ainsi que des psychologues scolaires choisis précédemment dans les personnels du 1er degré. 

### Orientation
Les personnels d'orientation sont issus des secrétaires d'orientation institués par le décret du 24 mai 1938. Un nouveau corps est créé lors d'une première réforme de l'orientation professionnelle avec le décret no 56-356 du 6 avril 1956. Le corps comprend alors des directeurs de centre d'orientation professionnelle et des conseillers d'orientation professionnelle, les premiers chargés d'encadrer les seconds. 
Une nouvelle réforme de l'orientation s'organise en 1971 : l'orientation s'étend à tous les élèves, y compris ceux qui envisagent des études longues. Le nouveau statut des personnels est fixé par le décret no 72-310 du 21 avril 1972. 
Le corps est toujours structuré en deux grades : l'un de direction et d'encadrement, l'autre au plus près des bénéficiaires. Le nouveau corps est appelé « personnel d'information et d'orientation » ; il comprend les directeurs de centre d'information et d'orientation et les conseillers d'orientation. 
Une nouvelle réforme intervient en 1991 avec le décret no 91-290 du 20 mars 1991, qui ajoute le mot de « psychologues » aux conseillers d'orientation,. L'accès au corps est dès lors réservé aux titulaires d'une licence en psychologie.

### Psychologues scolaires
Les psychologues scolaires, exerçant plutôt auprès des élèves de l'école primaire, étaient choisis parmi les instituteurs et professeurs des écoles titulaires du diplôme d'État de psychologue scolaire. Sélectionnés parmi les instituteurs et professeurs des écoles titulaires d'une licence de psychologie, ils devaient avoir enseigné depuis trois ans avant d'accéder au diplôme d'État. 

### Fusion
Le décret no 2017-120 du 1er février 2017 crée le corps des psychologues de l'Éducation nationale pour regrouper les deux fonctions. 

## Recrutement et formation
L'accès au corps suppose un master en psychologie : pour postuler au concours, il faut déjà être titulaire de la licence et être engagé dans la préparation d'un master comportant une part suffisante de stages professionnels. Les candidats doivent remplir les conditions pour faire usage du titre de psychologue. 
Les psychologues de l'Éducation nationale sont recrutés par un concours avec deux spécialités : « éducation, développement et apprentissages » ou « éducation, développement et conseil en orientation scolaire et professionnelle ». 
Après réussite au concours, ils sont d'abord affectés dans un centre de formation de psychologues de l'Éducation nationale  dans l'une des sept académies suivantes : Paris, Rennes, Lille, Metz-Nancy, Bordeaux, Aix-Marseille, Lyon. Ils y reçoivent, en lien avec une université partenaire, une formation professionnelle complémentaire. Pendant cette période, ils exercent déjà, en alternance,  leur métier sous supervision. 
À l'issue de l'année de formation, si celle-ci est validée, ils obtiennent la titularisation. 

## Missions
Les psychologues de l'Éducation nationale exercent principalement au profit des élèves et de leurs familles, ils peuvent aussi travailler au profit d'étudiants et d'adultes en reconversion professionnelle,. 
Ils sont appelés à travailler en complémentarité avec les enseignants, les chefs d'établissements, les chefs de travaux, les conseillers principaux d'éducation et les assistants de service social. 
Les psychologues de la spécialité « éducation, développement et apprentissages » exercent essentiellement dans le 1er degré, tandis que ceux de la spécialité « éducation, développement et conseil en orientation scolaire et professionnelle » exercent dans l'enseignement secondaire. 
De nombreuses missions sont en fait communes aux deux spécialités. Les psychologues sont ainsi chargés de repérer les difficultés d'ordre psychique des élèves, d'y remédier ou de les orienter,  ainsi que leurs familles vers les autres professionnels appropriés, par exemple des orthophonistes, mais aussi si nécessaire des psychologues exerçant en libéral. Ils peuvent ainsi aider les élèves en situation de handicap, les élèves en échec ou en décrochage scolaire. 
Ils peuvent être appelés à intervenir en situation de crise, s'il se produit une situation porteuse de traumatisme psychologique (décès d'un élève ou d'un membre du personnel, accident, soupçon d'atteinte sexuelle...). 
Les psychologues de la spécialité « éducation, développement et apprentissages » ont un rôle particulier au sein des réseaux d'aides spécialisées aux élèves en difficulté (RASED).
Dans la spécialité « éducation, développement et conseil en orientation scolaire et professionnelle », ils sont affectés dans un centre d'information et d'orientation (CIO) et peuvent être appelés à diriger ce service. Dans ce cadre, les psychologues exercent leur métier à la fois dans le CIO et auprès des établissements (collèges et lycées) qui en dépendent. 
En plus des domaines de l'autre spécialité, leur rôle principal est d'aider les adolescents dans leur parcours d'orientation et de formation. Toutefois, les CIO sont également accessibles à des publics adultes (étudiants, adultes en insertion ou en reconversion), jouant un rôle complémentaire à d'autres institutions comme Pôle emploi. À l'aide de la documentation dont ils disposent (notamment celles de l'ONISEP), ils accompagnent les consultants : élèves des établissements scolaires et leurs parents, jeunes sortis prématurément du système scolaire, adultes en demande de reconversion, jeunes nouvellement arrivés en France…
Les psychologues conseillent les chefs d'établissements et les équipes éducatives, et animent avec eux des actions collectives dans les classes. À titre plus individuel, ils assurent l'information des élèves, des étudiants et de leurs familles sur les procédures d'orientation, les enseignements et les professions. Ils facilitent l'accès et le traitement d'informations sur les enseignements et les diplômes (en établissements ou par alternance) et le monde professionnel (professions et secteurs professionnels). Ils contribuent à faire connaître les formations et leurs débouchés, à aider les élèves à cerner leurs goûts et leurs compétences, enfin à construire un projet éducatif et professionnel. 

## Carrière et encadrement

### Structure du corps
Le corps des psychologues de l'Éducation nationale comprend trois classes : 
- la classe normale de 11 échelons ;
- la hors-classe de 6 échelons ;
- la classe exceptionnelle avec 4 échelons et un échelon spécial[10].

### Évaluation
Les personnels de l'orientation scolaire et professionnelle sont placés sous la coordination d'inspecteurs de l'Éducation nationale (IEN) de la spécialité « information et orientation ». Ils peuvent d'ailleurs, avec une ancienneté suffisante, rejoindre ce corps en se présentant à un nouveau concours.
Le psychologue de l'Éducation nationale a trois rendez-vous de carrière, respectivement en deuxième année du 6e échelon de la classe normale ; entre 18 et 30 mois au sein du 8e échelon de la classe normale ; au cours de la deuxième année du 9e échelon de la classe normale.
Chaque rendez-vous de carrière donne lieu à un ou deux entretiens avec les autorités dont ils relèvent. Sur le fondement de ces entretiens, l'autorité doit dépend le fonctionnaire évalue sa valeur professionnelle. 
| Situation | Entretiens de rendez-vous de carrière | Autorité chargée d'évaluer l'agent |
| --- | --- | ---------------------------------- |
| Psychologues de la spécialité « éducation, développement et apprentissages » en circonscription                            | Inspecteur de circonscription du 1er degré, en lien avec l'inspecteur d'académie adjoint                                                          | Recteur d'académie                 |
| Psychologues de la spécialité « éducation, développement et orientation scolaire et professionnelle » affectés dans un CIO | Inspecteur de l'Éducation nationale de la spécialité « Information et orientation » et directeur du CIO                                           | Recteur d'académie                 |
| Directeurs de CIO | Inspecteur de l'Éducation nationale de la spécialité « Information et orientation » et directeur académique des services de l'Éducation nationale | Recteur d'académie                 |
| Psychologues exerçant dans l'enseignement supérieur                                                                        | Chef de service | Recteur d'académie                 |
| Psychologues en détachement, mais exerçant les missions du corps                                                           | Entretiens se rapprochant des règles fixées ci-dessus                                                                                             | Ministre de l'Éducation nationale  |
| Psychologues exerçant d'autres activités en détachement                                                                    | Entretien mené par le supérieur hiérarchique direct                                                                                               | Ministre de l'Éducation nationale  |